# Рибєк
Рибєк (словен. Ribjek) — поселення в общині Осилниця, регіон Південно-Східна Словенія, Словенія.